# 伊東英直
伊東 英直（いとう ひでなお、1933年 - ）は、日本の福島県の作曲家、会社経営者。

## 人物
松平頼則に師事した福島市在住の作曲家。
1953年に日本音楽コンクールに入選してから、1956年に松平頼暁、下山一二三、遠藤亮らと『グループ20･5』を結成した。師と同じく特殊奏法・十二音技法・クラスター等をふんだんに用いた清潔で乾いた音楽が特徴。かつてNHKテレビ福島の番組に出演時に、ピアノの内部奏法などを紹介した。かつて福島駅の名物駅弁だった「煮込みかつ弁」で知られる伊東弁当部の代表取締役会長である。
代表作は1976年に書かれた『弦楽四重奏の為の”Influx"』で、この作品はISCMに入選しボンで初演された。国内でも初演されたが、正式な記録がない。
その他の作品としては、『フルートとピアノのための「アポカリプスApocalypse」』，『弦楽四重奏のための「流入」』などがある。特に「アポカリプス」は、イタリア人フルート奏者のセヴェリーノ・ガッゼローニに好まれ、欧米各地で何度も演奏された。
また、福島県在住の詩人・高橋新二と共に、旧福島西女子高校の校歌をはじめとする福島県の校歌を数多く手がけてもいる。そのいずれも、通常の難解な作品とは違い、美しい旋律とハーモニーを有するもので、わずか数名の生徒しかいない分校でも愛唱された。ただ美しいとはいえ、微妙に十二音技法を用いていたり、音域が想像を絶して広かったり、コラール風だったり、3部合唱だったりと、かなり歌いにくいものもある。